# Hollandsk mesterskab i fodbold 1888-89
Det hollandske mesterskab i fodbold 1888–89 var det første uofficielle hollandske fodboldmesterskab. Turneringen havde deltagelse af syv hold fra byerne Amsterdam, Haag, Rotterdam og Haarlem i Noord-Holland og Zuid-Holland.
Turneringen blev ikke spillet færdig, og derfor blev der ikke kåret nogen mester. Nogle kilder anfører dog VV Concordia, som førte turneringen suverænt, som vinder.
Mesterskabet var den første udgave af den turnering, som senere fik navnet Eerste Klasse West, eftersom det var mesterskabet i det hollandske fodboldforbunds West-distrikt bestående af regionerne Noord-Holland, Zuid-Holland og Utrecht. Dette distrikt var det eneste af KNVB's fire distrikter, der havde en egentlig ligaturnering, og derfor kan den med god grund betragtes som et hollandsk mesterskab.
Det hollandske mesterskab fik først status som officielt, da Koninklijke Nederlandse Voetbalbond begyndte at udskrive mesterskabet i 1898.

## Resultater
| Nr | Hold              | K | V | U | T | Mf |   | Mi | +/- | P  |
| -- | ----------------- | - | - | - | - | -- | - | -- | --- | -- |
| 1  | VV Concordia      | 7 | 5 | 1 | 1 | 12 | – | 2  | +10 | 11 |
| 2  | Haarlemsche FC    | 7 | 2 | 3 | 2 | 6  | – | 4  | +2  | 7  |
| 3  | Haagse VV         | 6 | 2 | 2 | 2 | 2  | – | 2  | 0   | 6  |
| 4  | VV Amsterdam      | 6 | 1 | 4 | 1 | 3  | – | 3  | 0   | 6  |
| 5  | SV RAP            | 5 | 0 | 4 | 1 | 2  | – | 3  | −1  | 4  |
| 6  | Volharding        | 2 | 0 | 0 | 2 | 1  | – | 8  | −7  | 0  |
| 7  | Excelsior Haarlem | 1 | 0 | 0 | 1 | 0  | – | 4  | −4  | 0  |

 K: Kampe spillet, V: Vundne kampe, U: Uafgjorte kampe, T: Tabte kampe, Mf: Mål for, Mi: Mål imod, +/-: Måldifference, P: Point